# Месаја Колиџ (Пенсилванија)
Месаја Колиџ (енгл. Messiah College) насељено је место без административног статуса у америчкој савезној држави Пенсилванија.

## Демографија
По попису из 2010. године број становника је 2.215.
| Група             | 2000.    | 2010.         |
| Белци             | 0 (0,0%) | 2.015 (91,0%) |
| Афроамериканци    | 0 (0,0%) | 55 (2,5%)     |
| Азијати           | 0 (0,0%) | 56 (2,5%)     |
| Хиспаноамериканци | 0 (0,0%) | 64 (2,9%)     |
| Укупно            | 0        | 2.215         |